# Platypalpus zernyi
Platypalpus zernyi är en tvåvingeart som beskrevs av Chvala 1975. Platypalpus zernyi ingår i släktet Platypalpus och familjen puckeldansflugor. Inga underarter finns listade i Catalogue of Life.